# درکوش
درکوش (به عربی: درکوش) یک منطقهٔ مسکونی در سوریه است که در شهرستان جسرالشغور واقع شده‌است.

## خصوصیات
درکوش ۵٬۲۹۵ نفر جمعیت دارد.